# Zeltwegi katonai repülőtér
A zeltwegi katonai repülőtér (Fliegerhorst Hinterstoisser) az Osztrák Szövetségi Hadsereg legnagyobb katonai repülőtere. 1937-ben építették. 1967 óta viseli Franz Hinterstoisser, az osztrák katonai repülés úttörője nevét.
A repülőtéren autóversenyeket is rendeztek. 1963-ban még világbajnokságon kívül, 1964-ben viszont már azon belül itt rendezték a Formula–1 első osztrák nagydíját, ahol Lorenzo Bandini győzött. A pályán összesen volt 5 kanyar és két hosszabb egyenes. Több F–1-es versenyt már nem rendezett a pálya, és több évig az osztrák nagydíj is kimaradt a versenynaptárból.